# Benthamiella graminifolia
Benthamiella graminifolia là loài thực vật có hoa trong họ Cà. Loài này được Skottsb. mô tả khoa học đầu tiên năm 1916.